# Recombinaison homologue

Figure 1. La recombinaison homologue peut produire de nouvelles combinaisons d'allèles entre les chromosomes parentaux, notamment lors de la méiose.

La recombinaison homologue est un type de recombinaison génétique où les séquences de nucléotides sont échangées entre des molécules d'ADN identiques (homologues) ou similaires (Figure 1). Au sens large, la recombinaison homologue est un mécanisme universel de réparation des cassures double-brins de l'ADN. Sa caractéristique principale est l'utilisation d'une molécule d'ADN homologue intacte (comme la chromatide sœur) comme modèle pour la restauration de la molécule lésée. Le transfert d'information génétique de la molécule intacte donneuse à la molécule lésée receveuse peut conduire à un évènement de conversion génique si les deux ADN recombinants ne sont pas de séquence identique. La résolution des intermédiaires tardifs de cette voie de réparation peut également conduire à l'échange entre la molécule d'ADN lésée receveuse et la molécule d'ADN intacte donneuse au niveau d'un crossover. Ces crossovers permettent notamment l'attachement physique entre chromosomes homologues parentaux et l'échange d'allèles qu'ils contiennent lors de la méiose, faisant de la recombinaison homologue un processus fondamental pour la reproduction sexuée chez la plupart des organismes eucaryotes connus. L'inactivation de gènes codant pour des protéines impliqués dans la recombinaison homologue confère une susceptibilité à certains types de cancers et des infertilités chez l'humain.

## Mécanisme moléculaire
Le mécanisme de la recombinaison homologue, conservé dans le monde vivant, est initiée par une cassure double-brin de l'ADN. Il a été principalement élucidé dans les organismes modèles E. coli et S. cerevisiae. Il suit trois grandes étapes (Figure 2): 
- Une phase pré-synaptique durant laquelle la cassure est détectée, l'ADN avoisinnant est partiellement dégradé et où les protéines de recombinaison sont assemblées pour former un filament nucléoprotéique de RecA (chez les procaryotes) ou de Rad51 (chez les eucaryotes);
- Une phase synaptique, qui englobe la recherche d'homologie guidée par le filament nucléoprotéique au niveau de la molécule lésée, l'identification et l'invasion d'un ADN donneur intact. Cette étape résulte en une molécule d'ADN jointe dite D-loop au sein de laquelle la molécule lésée est appariée à son brin complémentaire dans l'ADN intact.
- Une phase post-synaptique durant laquelle la synthèse d'ADN initiée au niveau de la D-loop restaure la séquence perdue au site de cassure en utilisant l'ADN intact comme matrice; puis la résolution des molécules d'ADN jointes.

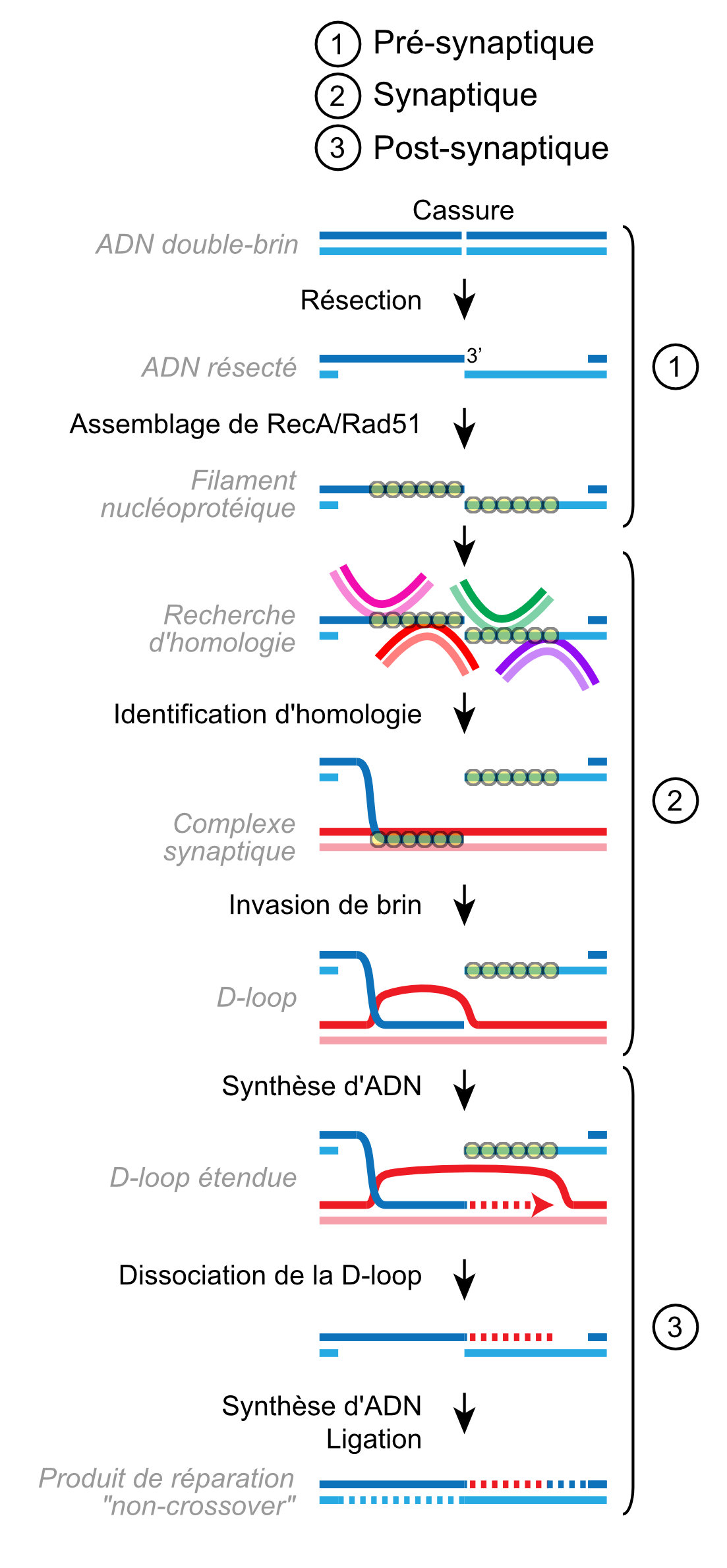
Figure 2: Etapes moléculaire de la recombinaison homologue, séparées en trois grandes phases: synaptique, pré-synaptique, et post-synaptique

### Phase pré-synaptique

#### Résection chez les eucaryotes
À la suite de la formation d'une cassure double-brin de l'ADN, la recombinaison homologue est initiée par la dégradation, de part et d'autre de la cassure, du brin d'ADN orienté dans le sens 5'-3'. Cette étape, dite de résection, expose un ADN simple brin dont l'extrémité, orientée 3', pourra être utilisée comme amorce par des ADN polymérases. Chez les eucaryotes la résection a lieu en deux temps: 
- un mécanisme de faible portée initié par le clivage à quelques dizaines de nucléotides de la cassure initiale par le complexe MRE11-RAD50-NBS1 (MRN) et CtIP chez l'humain (Mre11-Rad50-Xrs2 et Sae2 chez S. cerevisiae)[5].
- Un mécanisme de longue portée conféré par l'exonucléase EXO1 et le couple hélicase/endonucléase BLM/DNA2 chez l'humain (Sgs1/Dna2 chez S. cerevisiae) qui expose de l'ADN simple brin à 4 kb/h et peut s'étendre sur des dizaines de kilobases chez S. cerevisiae[6],[7],[8],[9]. Chez l'humain, la résection peut s'étendre sur une dizaine de kilobases en cellules somatiques[10],[11]. En méiose, la résection est limitée à environ 1 kilobase chez S. cerevisiae et la souris[12],[13].

#### Résection chez les procaryotes
Les cassures double-brin de l'ADN sont reconnues par un complexe hélicase/endonucléase RecBCD (chez E. coli) ou AddAB (chez B. subtilis), qui dégrade rapidement l'ADN double-brin (1 kb/s) de part et d'autre de la cassure sur plusieurs dizaines de kilobases,. Cet dégradation rapide d'ADN présentant une extrémité (qui le distingue du chromosome bactérien) est un mécanisme immunitaire permettant la dégradation rapide de l'ADN de phage. Chez E. coli, la reconnaissance d'une séquence spécifique de 8 nucléotide présente au sein du chromosome bacterien dénommée Chi (5'-GCTGGTGG-3') par la sous-unité RecC conduit à une pause du complexe et au remplacement du moteur hélicase RecD par RecB,. Ce désengagement conduit au ralentissement de l'enzyme (300 nt/s) et au piégeage du site Chi au niveau du site catalytique de RecD, formant ainsi une boucle d'ADN simple-brin entre Chi et le complexe en déplacement. Cet ADN simple-brin est protégé de l'activité nucléase de RecC, convertissant l'activité de RecBCD d'une machinerie de dégradation de l'ADN en une machinerie de résection générant un long ADN simple-brin d'extrémité 3',. C'est sur cet ADN simple-brin qu'est assemblé le filament de RecA. Le fonctionnement d'AddAB est conceptuellement similaire.

#### Assemblage d'un filament de RecA/RAD51 sur l'ADN simple-brin
La protéine centrale de la voie de recombinaison homologue chez les eucaryotes est RAD51 (et DMC1 en méiose) et RecA chez les procaryotes. Ces protéines lient l'ATP et s'assemblent en un filament hélicoïdale sur l'ADN simple brin généré par la résection. L'assemblage de ce filament implique un remplacement de RPA ou SSB qui lie avidement l'ADN simple brin généré par la résection. Ce remplacement est catalysé par des médiateurs, tels que la protéine BRCA2 chez l'humain,. Chaque monomère de RAD51 lie un triplet de nucléotides qui conserve sa conformation initiale d'ADN B. Chaque triplet se trouve séparé du suivant par un étirement du squelette phosphate entre les monomères de RAD51, conduisant à une extension de la molécule d'ADN de 50%. Le filament est rigide, avec une longueur de persistance de l'ordre d'1 μm (contre 1 nm pour de l'ADN simple-brin nu). RAD51 lie l'ATP au niveau de l'interface entre deux monomères, ce qui maintient la conformation étendue "active" du filament. La conversion d'ATP en ADP par hydrolyse conduit à une diminution de l'affinité de RecA/RAD51 pour l'ADN simple brin. La conversion progressive d'ATP en ADP entre monomères de RecA/RAD51 conduit à la dissociation abrupte de segments du filaments, de manière similaire à la dissociation des microtubules.
D'autres protéines s'associent au filament de RAD51 pour assurer sa stabilité et sa fonction, tels que les paralogues de RAD51 et les translocases RAD54A et RAD54B. Lors de la méiose, Rad51 est remplacé par DMC1 . L'activité catalytique de Rad51 devient dispensable mais sa présence requise pour l'assemblage correcte du nucléofilament de Dmc1 .

### Phase synaptique: recherche d'homologie et invasion de brin

#### Recherche d'homologie
Le filament de RecA/RAD51 utilise l'information de séquence de l'ADN simple-brin comme guide pour interroger les molécules d'ADN double-brin qui rentrent en collision spatiale avec lui. L'ADN double-brin engagé par le domaine C-terminal d'un monomère de RecA est ouvert par l'insertion d'une boucle "L2", et cette ouverture s'étend aux monomères voisins, avec une diminution progressive de la probabilité d'ouverture. L'un des deux simple-brins est alors libre de s'associer par complémentarité Watson-Crick avec l'ADN simple-brin guide. La longueur du filament de RecA/RAD51, qui couvre à minima des centaines de nucléotides, engage plusieurs molécules d'ADN double-brin simultanément, multipliant ainsi le nombre de têtes de lecture pour la recherche d'homologie.
Cette recherche est initiallement soumise à l'organisation spatiale de la chromatine dans le noyau. Notamment, l'organisation de la chromatine sous forme de boucle médiée par la cohésine influe sur les régions du génome accessible au filament. Cette organisation promeut l'identification d'homologie à proximité de la cassure et inhibe la recherche d'homologie sur d'autres chromosomes. Au cours du temps, la croissance de longs filaments nucléoprotéiques émancipe la recherche d'homologie de la structure locale de chromatine et permet l'exploration du noyau et génome. Cette transition est rapide chez les procaryotes, où le filament de RecA s'étend à travers le nucléoide en direction du pole opposé ou réside la chromatide sœur (E. coli), un mouvement promu par la cohésine RecN chez Caulobacter crecentus. Chez l'eucaryote modèle S. cerevisiae, les filaments croissent plus progressivement pour atteindre des tailles d'1.5 μm mais présentent des restructurations dynamiques permettant l'exploration efficace d'un noyau sphérique. La recherche d'homologie est opérée de manière coordonnée par les filaments nucléoprotéiques présents de part et d'autre de la cassure, maintenus co-alignés dans le noyau. Certains sites génomiques sont plus prompts à être engagés par le filament nucléoprotéiques, indiquant que des déterminants chromatiniens régulent la "visibilité" du génome lors de la recherche.

#### Invasion de brin
L'identification d'homologie au sein du filament de RAD51, lorsqu'elle excède une certaine taille, conduit à la conversion par la protéine RAD54 de ce complexe synaptique en un intermédiaire de molécules d'ADN jointes dont la stabilité ne dépend plus de RAD51. Les brins receveur et donneur sont associés par complémentarité Watson-Crick en un "hétéroduplexe" d'ADN au sein d'une structure dite de "boucle de déplacement", ou D-loop (Figure 2). En plus d'un hétéroduplex, la D-loop contient un ADN simple-brin déplacé et deux jonctions d'échange de brin de part et d'autre de l'hétéroduplex.

### Phase post-synaptique

#### Synthèse d'ADN
L'extrémité 3' de la molécule cassée présent au sein de la D-loop est utilisée comme amorce par une polymérase ADN qui l'étend en utilisant l'ADN complémentaire intact comme matrice. Cette étape de synthèse restaure l'information de séquence détruite par la cassure. Chez les eucaryotes, c'est la polymérase ADN Polδ associée à l'anneau de processivité PCNA qui opère cette synthèse. L'hélicase Pif1 et le re-modeleur de chromatine Fun30 facilitent la progression de cette synthèse.

#### Résolution
La prise en charge de la D-loop étendue par différents acteurs protéiques conduit à plusieurs voies de recombinaison homologue plus ou moins fidèles dont la pertinence varie suivant le contexte biologique.

##### SDSA (Synthesis-Dependent Strand Annealing)
Dans le modèle du SDSA, proposé en 1994 par Nassif et al. la D-loop est démantelée, et l'extrémité d'ADN étendue peut se réassocier à l'autre extrémité de la cassure grâce à la séquence nouvellement acquise, par complémentarité Watson-Crick. Cette étape de réassociation requiert des protéines capables de dissocier le filament de Rad51 opposé, tel que Srs2, et de déplacer RPA de l'ADN simple brin, tel que Rad52 et Rad59 chez S. cerevisiae. S'ensuit une étape de synthèse d'ADN qui comble les régions d'ADN simple-brin restantes jusqu'à ligation des extrémités 3' étendues aux extrémités 5' générées par la résection. Ce mécanisme conduit à la formation éventuelle d'un évènement de conversion génique simple sans crossover. C'est la voie de recombinaison homologue la plus conservatrice, qui prédomine pour la réparation des cassures de l'ADN en cellules somatiques.

##### DSBR (Double-Strand Break Repair)
Le modèle du DSBR proposé en 1983 par Szostak et al. postule la capture du brin déplacé par l'extension de la D-loop par le brin situé de l'autre côté de la cassure. Cette capture et la synthèse d'ADN qui s'ensuit conduisent à la formation d'un intermédiaire contenant deux hétéroduplexes d'ADN avec à leur frontière deux jonctions de Holliday. Ces molécules jointes peuvent être topologiquement dissolues ou endonucléolytiquement résolues: 
- La dissolution opère par la convergence active des deux jonctions de Holliday par le complexe hélicase/topoisomérase BLM-TOPO3α-RMI1/2 chez l'humain (Sgs1-Top3-Rmi1 chez S. cerevisiae). La contrainte topologique posée par le rapprochement de ces deux jonctions et la réaction finale de décaténation est opérée par la toposiomérase de type 1 TOPO3α. Cette réaction conduit nécessairement à la formation d'un non-crossover et prédomine sur la résolution dans les cellules somatiques.
- La résolution endonucléolytique des jonctions de Holliday est opérée par des endonucléases spécialisées appelées résolvases[42]. Les résolvases canoniques telles que le complexe RuvABC chez E. coli or GEN1 chez l'humain, incisent de manière coordonnée et symétrique la jonction de Holliday[42]. Suivant les brins clivés dans l'une et l'autre des jonctions de Holliday, la résolution conduira ou non à un crossover. La résolution endonucléolytique est généralement évitée dans les cellules somatiques car elle risque de causer des pertes d'hétérozygotie ou des réarrangements chromosomiques, mais est requise dans les cellules germinales pour la réalisation de la première division méiotique[3]. Dans ces cellules, un complexe de résolution spécialisé composé de Mlh1-Mlh3 et stimulé par PCNA et Exo1 opère la résolution des molécules d'ADN jointes sous forme de crossover exclusivement[43].

##### BIR (Break Induced Replication)
Dans le modèle du BIR, initialement proposé pour la réplication du phage T4, la synthèse d'ADN initiée au niveau de la D-loop se poursuit jusqu'à l'extrémité du chromosome. Ce mode de réparation est principalement mis en œuvre au niveau d'une cassure d'ADN ne possédant pas de deuxième extrémité, comme celles générées par la cassure d'une fourche de réplication. À la différence de la réplication canonique de l'ADN, la synthèse par BIR est non-conservative.

##### Demi-crossover et MIR (multi-invasion recombination)
Les molécules d'ADN jointes peuvent être digérée par des endonucléases spécialisées telles que Mus81-Mms4EME1 ou Yen1GEN1 qui reconnaissent et clivent leurs jonctions 5' et 3'. Suivant la nature et la position des brins clivés de la D-loop, cette digestion peut conduire au transfert de la cassure à la molécule donneuse, créant un demi-crossover. Certaines molécules jointes sont plus complexes, telles les multi-invasions, consistant en l'enchaingement de plusieurs D-loops consécutives le long du même brin lésé. La digestion de ce brin lésé conduit à la recombinaison des donneurs et à la propagation de cassures supplémentaires, et qui peuvent conduire à des réarrangements chromosomiques complexes.

## Régulations

### Au cours du cycle cellulaire
Les lésions double-brins peuvent être réparées par recombinaison homologue ou par recombinaison non-homologue (non-homologous end joining ou NHEJ). Contrairement à la recombinaison homologue qui utilise une molécule intacte comme matrice, le NHEJ rejoint simplement les deux extrémités de la cassure. Le NHEJ est actif tout au long du cycle cellulaire, alors que la recombinaison homologue n'est active qu'en phase S et G2, quand l'ADN a été répliqué et qu'une copie identique, intacte, et spatialement proche pour la réparation se trouve sous la forme de la chromatide sœur. Le point de décision entre ces deux voies de réparation sont les protéines de résection: dès que l'un des deux brins de la cassure est dégradé, le substrat pour le NHEJ est perdu. Ce choix est sous le contrôle de régulations complexes dominées par l'antagonisme entre le 53BP1 (anti-résection) et BRCA1 (pro-résection) chez l'humain, dont les influences respectives sont soumises, via modifications post-traductionnelles (phosphorylation, sumoylation, ubiquitination, etc.) à la phase du cycle cellulaire. Notamment, les CDK (cyclin-dependent kinases), qui influent sur l'activité d'autres protéines par phosphorylation, sont des régulateurs importants de la recombinaison homologue chez les eucaryotes. Chez S. cerevisiae, la CDK Cdc28 induit la recombinaison homologue en phosphorylant la protéine Sae2, qui initie la résection,.

### Réversibilité au sein de la recombinaison homologue
La voie de recombinaison homologue consiste en la succession de nombreuses associations non-covalentes ADN-protéines et ADN-ADN qui peuvent être réversées. Cette capacité de réversion, contrôlée par de nombreuses protéines, limite la toxicité, augmente la fidélité, et détermine le produit de réparation (crossover ou non-crossover) de cette voie de réparation des cassures de l'ADN.

#### Résection
La dégradation directionnelle 5'-3' du brin d'ADN flanquant la cassure peut être réversé par synthèse d'ADN, initié par la Primase recrutée au site de cassure par le complexe Shieldin. Cette étape réverse la décision d'engager la réparation par recombinaison homologue, et restore la possibilité de réparer par un mécanisme de "end joinding".

#### Filament de RAD51
Le filament de RAD51 formé sur de l'ADN simple-brin peut être démantelé par de nombreuses hélicases chez l'humain dont FIGNL1, et Srs2 chez la levure S. cerevisiae,. Ces activités contrecarrent la formation accidentelle de filament de RAD51, notamment lors de la réplication, et la formation d'intermédiaires d'échanges de brins toxiques. Pendant la réparation de l'ADN, ce démantèlement est contrecarré par les paralogues de RAD51 présents au sein du filament.

#### D-loop
Les intermédiaires d'échange de brin de type D-loop peuvent être démantelés par de nombreuses protéines conservées chez les eucaryotes, telles que Mph1, Sgs1-Top3-Rmi1 et Srs2 chez S. cerevisiae. Lorsque ce démantèlement survient avant initiation de la synthèse d'ADN au niveau de la D-loop, la voie de recombinaison est rétrogradée à l'étape de recherche d'homologie. Ces activités de démantèlement inhibent l'utilisation de séquences répétées pour la réparation, et promeuvent ainsi la stabilité du génome.
Lorsque le démantèlement survient après synthèse d'ADN, il permet la réassociation de l'extrémité étendue avec l'autre extrémité de la cassure, et ainsi la complétion de la réparation par "Synthesis-Dependent Strand Annealing", la plus conservatrice pour la stabilité du génome.

##### Doubles jonctions de Holliday
Les doubles de jonctions de Holliday peuvent être soit dissolues soit digérées endonucléolytiquement. La dissolution est opérée par un complexe conservé chez les eucaryotes constitué d'une topoisomérase et d'une hélicase: BLM-TOPO3a-RMI1/2 chez l'humain et Sgs1-Top3-Rmi1 chez S. cerevisiae.

## La recombinaison homologue lors de la méiose
La recombinaison homologue opère le travail mécanique et génétique essentiel à la reconnaissance, l'appariemment, et la recombinaison entre chromosomes parentaux homologues lors de la méiose I chez la majorité des eucaryotes (à l'exception du vers C. elegans et de la spermatogénèse chez D. melanogaster). Les étapes moléculaires de la recombinaison homologue sont régulées à de multiples niveaux relativement à la situation somatique: par la formation programmée (et non accidentelles) de cassure de l'ADN, une préférence pour le chromosome homologue relativement à la chromatide soeur, et une résolution biaisée et hautement régulée de la formation des crossovers entre homologues. Ces régulations dépendent de protéines de recombinaison spécifiques à la méiose et par une implication encore mal comprise de la structure générale du chromosome.

## Applications en biotechnologies
La technique du gene targeting qui exploite le mécanisme de recombinaison homologue, qui permet d'introduire des changements dans le génotype d'organismes, a valu à Mario Capecchi, Martin Evans et Oliver Smithies le Prix Nobel de physiologie ou médecine en 2007.